# 수미네 반찬
《수미네 반찬》은 tvN에서 방영된 반찬 전문 텔레비전 예능 프로그램이다. 연예계 대표 반찬 대모인 김수미가 자신의 레시피와 노하우를 셰프들에게 전수하는 내용 등을 담았다.

## 출연자

### 시즌2 출연자
- 김수미
- 장동민
- 이연복
- 홍석천
- 이특 (슈퍼주니어)

### 시즌1 출연자
- 김수미
- 장동민
- 송훈

## 시청률

### 시즌1
| 2018년   | 2018년    | 2018년                                                                                 | 2018년          | 2018년            | 2018년 | 2018년                             |
| 회차     | 방송일    | 요리 내용                                                                              | AGB 시청률      | AGB 시청률        | 게스트 | 비고                               |
| 회차     | 방송일    | 요리 내용                                                                              | 대한민국 (전국) | 대한민국 (수도권) | 게스트 | 비고                               |
| -------- | --------- | -------------------------------------------------------------------------------------- | --------------- | ----------------- | --- | ---------------------------------- |
| 1        | 6월 6일   | 고사리 굴비 조림, 연근전                                                               | 3.5%            | 3.8%              | |                                    |
| 2        | 6월 13일  | 묵은지 볶음 & 목살찜, 오징어 순대                                                      | 4.5%            | 5.3%              | |                                    |
| 3        | 6월 20일  | 간장게장, 게딱지 계란찜, 보리새우 아욱국                                               | 3.1%            | 3.5%              | |                                    |
| 4        | 6월 27일  | 소라 강된장, 소고기 고추장 볶음, 풀치 조림                                             | 2.8%            | 2.9%              | |                                    |
| 5        | 7월 4일   | 오이소박이, 가지김치, 열무김치 & 비빔국수 고구마순김치 외 여름 김치 3종                | 3.1%            | 3.6%              | |                                    |
| 6        | 7월 11일  | 아귀찜, 전복내장 영양밥                                                                | 3.6%            | 3.7%              | |                                    |
| 7        | 7월 18일  | 코다리 조림, 오징어채 간장볶음, 검은콩국수                                             | 3.5%            | 3.8%              | | 최현석 셰프 출장으로 오세득 투입   |
| 8        | 7월 25일  | 낚지볶음, 조개탕, 애호박 부추전                                                        | 3.6%            | 3.7%              | | 노사연 하차                        |
| 9        | 8월 1일   | 떡갈비, 반건조 오징어 도라지무침, 오이냉국                                             | 2.4%            | 2.7%              | 요리연구가 이혜정 | 최현석 셰프 출장으로 오세득 재투입 |
| 10       | 8월 8일   | 병어조림, 육젓 호박볶음, 노각 무침, 떡잡채                                             | 3.1%            | 3.7%              | 배우 황신혜 |                                    |
| 11       | 8월 15일  | 닭볶음탕, 여리고추 멸치볶음, 육전 & 배추전                                             | 4.2%            | 4.7%              | |                                    |
| 12       | 8월 22일  | 도미머리조림, 콩자반, 알배추 겉절이, 돼지고기 두루치기                                 | 4.4%            | 4.4%              | | 여경래 셰프 출장으로 이원일 투입   |
| 13       | 8월 29일  | 서울식 불고기, 계란 장조림, 꽃새우 마늘종 볶음, 묵은지 고등어조림                      | 4.3%            | 5.0%              | 모델 겸 배우 변정수 |                                    |
| 14       | 9월 5일   | 수미네 반찬 가게 (일본편) 1                                                            | 3.7%            | 4.1%              | 셰프 정호영 |                                    |
| 15       | 9월 12일  | 수미네 반찬 가게 (일본편) 2                                                            | 3.8%            | 4.0%              | 셰프 정호영 |                                    |
| 16       | 9월 19일  | 추석 특집 (갈비찜, 잡채, 대구전 포함 모둠 6종 전)                                      | 5.6%            | 5.8%              | 여민 셰프 (여경래 셰프 아들) 조내진 (최현석 셰프의 레스토랑 매니저) 스파스 아쉬미노프 (미카엘 아쉬미노프 셰프의 아버지) |                                    |
| 17       | 9월 26일  | 간장 새우찜, 꽃게탕                                                                    | 4.5%            | 4.5%              | 개그맨 지상렬 |                                    |
| 18       | 10월 3일  | 전어구이 & 조림, 소고기 우엉조림, 고들빼기 김치, 고구마순 갈치조림                     | 4.0%            | 4.3%              | 배우 겸 방송인 현영 |                                    |
| 19       | 10월 10일 | 곤드레 밥, 우렁된장찌개, 더덕구이, 녹두전, 오징어볶음                                  | 3.5%            | 3.3%              | 배우 김지영 |                                    |
| 20       | 10월 17일 | 새뱅이 무찌개, 무말랭이무침, 유부초밥 외 3종 도시락                                    | 4.2%            | 5.1%              | 배우 김미숙 |                                    |
| 21       | 10월 24일 | 육개장, 얼갈이열무된장찜, 반건조 박대구이 & 조림                                       | 3.6%            | 4.0%              | 배우 신현준 |                                    |
| 22       | 10월 31일 | 반건조 대구뽈찜, 소고기무나물, 해물파전                                                | 3.4%            | 3.4%              | 배우 박선영 | 최현석 셰프 출장으로 김풍 투입     |
| 23       | 11월 7일  | 두부 묵은지 지짐, 무밥, 애호박두부탕, 두부동그랑땡, 묵은지청국장                       | 3.9%            | 4.1%              | 배우 함소원, 진화 부부                                                                                                  |                                    |
| 24       | 11월 14일 | 시래기 꽁치조림, 어묵볶음 & 탕, 꼬막무침 & 비빔밥                                      | 3.9%            | 3.9%              | 개그맨 허경환 |                                    |
| 25       | 11월 21일 | 한우등심버섯전골 & 죽, 연근조림, 간장감자조림, 고추장찌개                              | 3.8%            | 4.4%              | 그룹 샤이니 멤버 key |                                    |
| 26       | 11월 28일 | 알탕, 진미채볶음, 다시마튀각, 고갈비                                                   | 3.3%            | 3.6%              | 개그우먼 김지민 |                                    |
| 27       | 12월 5일  | 김장특집                                                                               | 4.4%            | 4.7%              | 방송인 겸 배우 현영 배우 박하나 가수 박재정 한복 디자이너 박술녀                                                        | 최현석 셰프 출장으로 홍석천 투입   |
| 28       | 12월 12일 | 굴밥 & 굴국, 어리굴젓, 굴전, 떡볶이, 피칸잔멸치볶음                                    | 4.1%            | 4.3%              | 가수 별 |                                    |
| 29       | 12월 19일 | 묵은지부대찌개, 양파장아찌, 감자전, 양념게장                                           | 3.9%            | 4.4%              | 가수 겸 배우 탁재훈 |                                    |
| 30       | 12월 26일 | 소꼬리찜, 미역줄기볶음, 새우튀김, 떡국                                                 | 4.4%            | 4.9%              | 개그우먼 박나래 |                                    |
| 2019년]] |           |                                                                                        |                 |                   | |                                    |
| 31       | 1월 2일   | 동태탕, 갓김치, 봄동겉절이, 두부조림                                                   | 4.0%            | 4.5%              | |                                    |
| 32       | 1월 9일   | 양미리조림, 오이고추된장무침, 골뱅이무침, 오삼불고기                                   | 4.1%            | 4.6%              | 前 프로골퍼 박세리 |                                    |
| 33       | 1월 16일  | 황태해장국, 닭찜, 무생채                                                               | 3.6%            | 3.5%              | 개그맨 정성호 |                                    |
| 34       | 1월 23일  | 묵은지 등갈비찜, 파래전 & 무침, 오징어 뭇국                                            | 4.1%            | 4.3%              | 방송인 겸 배우 권혁수                                                                                                   |                                    |
| 35       | 1월 30일  | 설 특집 LA 갈비찜, 무나물 포함 나물 5종, 소고기 완자전, 느타리 버섯전, 고기 & 김치만두 | 4.0%            | 4.5%              | 개그맨 윤정수, 제임스 최 주한 호주 대사 부부                                                                            |                                    |
| 36       | 2월 6일   | 수미네 반찬 괌 특집 1탄 (한식 뷔페)                                                    | 4.5%            | 4.4%              | 셰프 이원일, 오세득 그룹 AOA 멤버 지민                                                                                  |                                    |
| 37       | 2월 13일  | 수미네 반찬 괌 특집 2탄 (괌 공개 방송)                                                 | 3.5%            | 3.6%              | 그룹 AOA 멤버 지민 |                                    |
| 38       | 2월 20일  | 소고기장조림, 시금치 된장무침, 김치볶음밥, 홍합미역국                                  | 3.8%            | 3.9%              | 배우 한다감 |                                    |
| 39       | 2월 27일  | 순두부찌개, 대파김치, 감자채볶음, 옛날 도시락                                          | 5.0%            | 5.5%              | 그룹 노라조 멤버 조빈                                                                                                   |                                    |
| 40       | 3월 6일   | 냉이 된장국 & 된장 무침, 톳두부 무침, 멸치젓 무침, 쭈꾸미 샤브샤브                     | 3.9%            | 4.3%              | 배우 고두심 |                                    |
| 41       | 3월 13일  | 도다리쑥국, 달래전, 달래장, 바지락칼제비                                               | 3.2%            | 3.4%              | 배우 윤다훈 |                                    |
| 42       | 3월 20일  | 묵은지 콩비지찌개, 나박김치, 임연수어 조림                                             | 3.3%            | 3.6%              | 가수 김윤아 & 치과의사 김형규                                                                                           |                                    |
| 43       | 3월 27일  | 조기매운탕, 오징어 장조림, 닭갈비                                                      | 3.2%            | 3.0%              | 개그우먼 홍윤화 |                                    |
| 44       | 4월 3일   | 꽃게 미더덕찜, 카레, 김밥                                                              | 3.4%            | 3.2%              | 방송인 이상민 |                                    |
| 45       | 4월 10일  | 멸치찌개, 유채 겉절이 김치, 콩나물 잡채                                                | 2.8%            | 2.6%              | 탤런트 박상민 | 미카엘 불참으로 오세득 투입        |
| 46       | 4월 17일  | 머위들깨무침 & 머위쌈밥, 얼갈이 된장국, 묵은지 김치 짜글이                             | 3.1%            | 3.7%              | 방송인 샘 오취리 | 미카엘 불참으로 이원일 투입        |
| 47       | 4월 24일  | 수프, 고추장 마늘종 무침, 옛날 돈가스                                                  | 2.9%            | 2.9%              | 가수 에릭남 |                                    |
| 48       | 5월 1일   | 재첩국, 씀바귀 & 방풍나물 튀김, 매운 돼지갈비찜                                        | 2.3%            | 2.3%              | 배우 서효림 |                                    |
| 49       | 5월 8일   | 가정의 달 특집 1탄: 어버이날 특집                                                      | 3.4%            | 3.4%              | 셰프 이원일, 오세득 그룹 B1A4의 멤버 산들, 공찬                                                                         |                                    |
| 50       | 5월 15일  | 가정의 달 특집 2탄: 스승의날 특집                                                      | 2.9%            | 2.9%              | 셰프 이원일, 오세득 그룹 노라조 멤버 조빈, 가수 강남                                                                    |                                    |
| 51       | 5월 22일  | 묵밥, 도토리 묵전, 갑오징어 볶음                                                       | 2.9%            | 3.2%              | 작곡가 겸 가수 돈 스파이크                                                                                              |                                    |
| 52       | 5월 29일  | 올갱이국, 소라 비빔국수                                                                | 2.7%            | 2.7%              | 배우 박지영 |                                    |
| 53       | 6월 5일   | 수미네 반찬 1주년 특집                                                                 | 2.9%            | 3.4%              | 코미디언 유민상, 김준현, 김민경                                                                                         |                                    |
| 54       | 6월 12일  | 순대볶음, 반건조 꼴뚜기조림, 양파장아찌, 모둠장아찌, 오이지, 아욱죽                    | 3.0%            | 3.0%              | 배우 오윤아 | 최현석 셰프 출장으로 이원일 투입   |
| 55       | 6월 19일  | 수미네 반찬 군대에 가다 1탄                                                            | 3.4%            | 3.7%              | 그룹 에버글로우 |                                    |
| 56       | 6월 26일  | 수미네 반찬 군대에 가다 2탄                                                            | 3.5%            | 3.8%              | 그룹 에버글로우 |                                    |
| 57       | 7월 3일   | 우럭매운탕, 감자범벅, 한치물회                                                         | 3.1%            | 3.2%              | 배우 박준금 | 새 고정 멤버로 안일권 합류         |
| 58       | 7월 10일  | 누룽지 오리백숙, 가지전, 열무 비빔국수                                                 | 3.1%            | 3.1%              | 그룹 레드벨벳의 멤버 웬디 & 슬기                                                                                        |                                    |
| 59       | 7월 17일  | 닭칼국수, 메밀전병, 오이고추김치                                                       | 2.8%            | 3.1%              | 배우 이계인 |                                    |
| 60       | 7월 24일  | 명란계란말이, 차돌된장찌개, 간장두부튀김, 호두마늘볶음                                 | 3.2%            | 3.7%              | 모델 한현민 |                                    |
| 61       | 7월 31일  | 반건조민어맑은탕, 오징어전, 알배기배추물김치                                           | 2.6%            | 2.3%              | 가수 앤디 |                                    |
| 62       | 8월 7일   | 갈비탕, 완자궁중떡볶이, 상추쫄면                                                       | 3.0%            | 3.2%              | 가수 송가인 |                                    |
| 63       | 8월 14일  | 돼지김치찌개, 두부고구마순조림, 김치샌드위치                                           | 3.0%            | 3.3%              | 가수 토니 안 |                                    |
| 64       | 8월 21일  | 두부전골, 오징어꽈리고추볶음, 장똑똑이                                                 | 3.1%            | 3.2%              | 가수 딘딘 |                                    |
| 65       | 8월 28일  | 문어해물찜, 노각볶음, 북어채무침                                                       | 2.8%            | 2.9%              | 배우 김호영 | 미카엘 불참으로 송훈 투입          |
| 66       | 9월 4일   | 얼갈이감자탕, 매콤어묵볶음, 장칼국수                                                   | 2.5%            | 2.7%              | 배우 박은혜 |                                    |
| 67       | 9월 11일  | 추석 특집 (가오리찜, 문어간장무침, 흑돼지고기산적)                                     | 3.0%            | 3.1%              | 한식대첩 출연자 심명순, 심명숙, 박경례, 김동익                                                                          |                                    |
| 68       | 9월 18일  | 할배네 반찬 1주차 (된장찌개, 돼지김치볶음, 매콤멸치볶음)                               | 3.2%            | 3.8%              | 배우 김용건, 임현식 가수 전인권                                                                                         |                                    |
| 69       | 9월 25일  | 할배네 반찬 2주차 (육젓호박볶음, 대구탕, 오징어덮밥)                                   | 3.0%            | 3.1%              | 배우 김용건, 임현식 가수 전인권                                                                                         | 최현석 불참                        |
| 70       | 10월 2일  | 할배네 반찬 3주차 (더덕구이, 소고기우엉조림, 단호박꽃게탕)                             | 3.9%            | 3.7%              | 배우 김용건, 임현식 가수 전인권                                                                                         |                                    |
| 71       | 10월 9일  | 할배네 반찬 4주차 (명란연근전, 소고기뭇국, 1인분 닭볶음탕)                             | 2.8%            | 3.1%              | 배우 김용건, 임현식 가수 전인권                                                                                         |                                    |
| 72       | 10월 16일 | 할배네 반찬 5주차 (녹두전, 세발낙지두부찌개, 김치수제비)                               | 2.9%            | 3.1%              | 배우 김용건, 임현식 가수 전인권                                                                                         |                                    |
| 73       | 10월 23일 | 할배네 반찬 6주차: 수미네 체험학습 가다 (수증계, 가지누르미, 빈자법)                   | 2.1%            | 2.2%              | 배우 김용건, 임현식 가수 전인권                                                                                         |                                    |
| 74       | 10월 30일 | 할배네 반찬 7주차 (쪽파김치, 명태조림, 매콤소고기김밥)                                 | 3.1%            | 2.9%              | 배우 김용건, 임현식 가수 전인권                                                                                         |                                    |
| 75       | 11월 6일  | 할배네 반찬 8주차 (닭곰탕, 총각무지짐, 오징어순대)                                     | 2.8%            | 2.9%              | 배우 김용건, 임현식 가수 전인권                                                                                         |                                    |
| 76       | 11월 13일 | 할배네 반찬 9주차 (잡채, 갈치조림, 삼선짜장면)                                         | 2.8%            | 2.8%              | 배우 김용건, 임현식 가수 전인권                                                                                         |                                    |
| 77       | 11월 20일 | 할배네 반찬 10주차 (불꼬막무침, 삼겹살묵은지말이찜, 전복죽)                            | 2.5%            | 2.7%              | 배우 김용건, 임현식 가수 전인권                                                                                         |                                    |
| 78       | 11월 27일 | 할배네 반찬 11주차 (말린조갯살볶음, 매생이굴국, 비빔당면)                              | 2.9%            | 3.0%              | 배우 김용건, 임현식 가수 전인권                                                                                         |                                    |
| 79       | 12월 4일  | 할배네 반찬 12주차 (고추장고구마볶음, 차돌버섯불고기, 박대탕)                          | 3.2%            | 3.3%              | 배우 김용건, 임현식 가수 전인권                                                                                         |                                    |
| 80       | 12월 11일 | 할배네 반찬 13주차: 김장특집 (강원도 평창) (배추김치, 갓물김치, 총각김치)              | 3.5%            | 3.5%              | 배우 김용건, 임현식 가수 전인권                                                                                         | 게스트 셰프 송훈                   |
| 81       | 12월 18일 | 할배네 반찬 14주차 (낙삼새전골, 과메기조림, 김치콩나물국밥)                            | 2.8%            | 2.5%              | 배우 김용건, 임현식 가수 전인권                                                                                         |                                    |
| 82       | 12월 25일 | 할배네 반찬 마지막회 (오징어초무침, 밀푀유전골, 해초무침3종세트)                       | 3.4%            | 3.5%              | 배우 김용건, 임현식 가수 전인권                                                                                         |                                    |
| 2020년]] |           |                                                                                        |                 |                   | |                                    |
| 83       | 1월 8일   | 두부두루치기, 겨울냉이강된장, 애호박국수                                               | 3.3%            | 3.5%              | 배우 이태곤, 방송인 황광희, 그룹 골든차일드의 멤버 최보민                                                               |                                    |
| 84       | 1월 15일  | 뚝불달래, 황태구이, 비빔만두                                                           | 2.7%            | 2.6%              | 배우 이태곤, 방송인 황광희, 그룹 골든차일드의 멤버 최보민                                                               |                                    |
| 85       | 1월 22일  | 고사리도미찜, 전찌개, 완자미역떡국                                                     | 2.4%            | 2.4%              | 배우 이태곤, 방송인 황광희, 그룹 골든차일드의 멤버 최보민                                                               |                                    |
| 86       | 1월 29일  | 우삼겹공심채볶음, 노가리볶음, 통오징어찌개                                             | 2.3%            | 2.3%              | 배우 이태곤, 방송인 황광희, 그룹 골든차일드의 멤버 최보민                                                               |                                    |
| 87       | 2월 5일   | 시금치김치, 볼락매운탕, 유채재래된장찌개                                               | 2.5%            | 2.9%              | 배우 이태곤, 방송인 황광희, 그룹 골든차일드의 멤버 최보민                                                               | 새 고정 멤버로 송훈 합류           |
| 88       | 2월 12일  | 섭국, 단호박해물찜, 파김치주물럭덮밥                                                   | 2.7%            | 2.8%              | 배우 이태곤, 방송인 황광희, 그룹 골든차일드의 멤버 최보민                                                               |                                    |
| 89       | 2월 19일  | 문어장조림, 마전, 청오이볶음, 시래기청국장, 부추주꾸미                                 | 2.8%            | 2.6%              | 배우 이태곤, 방송인 황광희, 그룹 골든차일드의 멤버 최보민                                                               |                                    |
| 90       | 2월 26일  | 고추장 감자조림, 아귀채 무침, 미나리김치, 돼지갈비볶음탕, 어묵우동, 채끝짜파구리       | 2.9%            | 2.5%              | 배우 이태곤, 방송인 황광희, 그룹 골든차일드의 멤버 최보민                                                               |                                    |
| 91       | 3월 4일   | 삼치묵은찜, 옛날소시지간장조림, 봄동소고깃국, 두부밥                                   | 2.7%            | 2.7%              | 배우 장소연, 오만석, 양경원                                                                                             |                                    |
| 92       | 3월 11일  | 된장깻잎찜, 풋마늘 김치, 갑오징어닭갈비, 바지락 김치전                                 | 2.7%            | 3.0%              | 코미디언 김국진, 김수용, 김용만                                                                                         |                                    |
| 93       | 3월 18일  | 고추장더덕무침, 계란맵조림, 황태껍질튀김, 불낙전골, 장수제비                           | 2.5%            | 2.3%              | 前 골프 선수, 現 골프 감독 박세리 前 스피드 스케이팅 선수 이상화 前 농구 선수 하승진                                    |                                    |
| 94       | 3월 24일  | 칠게 무침, 버터 표고버섯볶음, 돼지고기 육전, 닭 한 마리, 메밀묵밥                      | 2.5%            | 2.7%              | 前 골프 선수, 現 골프 감독 박세리 前 스피드 스케이팅 선수 이상화 前 농구 선수 하승진                                    |                                    |
| 95       | 3월 31일  | 닭날개조림, 조갯살고추다짐, 계란만두, 명란미더덕찜, 기름떡볶이                         | 2.6%            | 2.8%              | 前 골프 선수, 現 골프 감독 박세리 前 스피드 스케이팅 선수 이상화 前 농구 선수 하승진                                    | 가수 김종민                        |
| 96       | 4월 7일   | 소라죽순무침, 두릅고기말이, 세발나물전, 총각두부짜글이, 충무김밥&오징어어묵볶음        | 2.4%            | 2.2%              | 前 골프 선수, 現 골프 감독 박세리 前 스피드 스케이팅 선수 이상화 前 농구 선수 하승진                                    | 개그우먼 신봉선                    |
| 97       | 4월 14일  | 방울양배추소고기볶음, 메로된장조림, 오이탕탕이, 콩나물 불고기, 김치밥                  | 2.5%            | 3.0%              | 前 골프 선수, 現 골프 감독 박세리 前 스피드 스케이팅 선수 이상화 前 농구 선수 하승진                                    | 가수 강균성                        |
| 98       | 4월 21일  | 오징어등갈비찜, 명엽채볶음, 셀러리겉절이, 김치된장찌개, 두부잡채                       | 1.8%            | 1.9%              | 前 골프 선수, 現 골프 감독 박세리 前 스피드 스케이팅 선수 이상화 前 농구 선수 하승진                                    | 영어 강사 이시원                   |
| 99       | 4월 28일  | 매콤풀치조림, 전복표고장조림, 가지명란젓무침, 차돌마늘떡볶이, 쑥도다리매운탕           | 1.9%            | 2.2%              | 前 골프 선수, 現 골프 감독 박세리 前 스피드 스케이팅 선수 이상화 前 농구 선수 하승진                                    | 조준호, 강남, 하은주               |
| 100      | 5월 5일   | 콩알꼴뚜기볶음, 마늘종잡채, 숙주전, 묵은지등뼈찜                                       | 2.5%            | 2.5%              | 1기 제자: 여경래, 최현석, 미카엘 재즈 가수 윤희정                                                                       | <100회 특집>                       |
| 101      | 5월 12일  | 콩나물볶음, 백합죽&오징어젓갈무무침, 돼지고기두부조림, 배춧국                          | 2.0%            | 2.1%              | 2기 제자: 김용건, 임현식, 전인권                                                                                        | <100회 특집> & <마지막 회>         |

### 시즌2
| 102 | 12월 17일 |  | % | % |
| 103 | 12월 24일 |  | % | % |
| 104 | 12월 31일 |  | % | % |

| 2021년 | 2021년   | 2021년       | 2021년    | 2021년          | 2021년            | 2021년 |
| 회차   | 방송일   | 게스트       | 요리 내용 | AGB 시청률      | AGB 시청률        |        |
| 회차   | 방송일   | 게스트       | 요리 내용 | 대한민국 (전국) | 대한민국 (수도권) |        |
| ------ | -------- | ------------ | --------- | --------------- | ----------------- | ------ |
| 105    | 2월 11일 | 서효림       |           | %               | %                 |        |
| 106    | 2월 18일 |              |           | %               | %                 |        |
| 107    | 2월 25일 | Key (샤이니) |           | %               | %                 |        |
| 108    | 3월 4일  |              |           | %               | %                 |        |
| 109    | 3월 11일 |              |           | %               | %                 |        |